# リチャード・フランシス・トレビシック
リチャード・フランシス・トレビシック（Richard Francis Trevithick、1845年 - 1913年）は、イギリスの鉄道技術者。蒸気機関車の発明者の一人であるリチャード・トレビシック（Richard Trevithick）の長男フランシス・T.トレビシック（en:Francis Trevithick、1812年 - 1877年、機関車コーンウォール号の設計者）の子。

## 概要
リチャード・フランシスは1888年に来日、お雇い外国人として主に官設鉄道神戸工場の汽車監察方などを務め、1904年まで勤務している。そこで、日本初の国産蒸気機関車となった860形蒸気機関車の製作を指導し、その後も独特な様式を持った機関車を数種類製作している。1888年の来日以前は、セイロン国鉄で汽車監察方であった。弟のフランシス・ヘンリー・トレビシックも鉄道技術者で、兄よりも早く1876年に来日し、官設鉄道新橋工場の汽車監察方などを歴任した。兄弟とも、日本の機関車技術の向上と定着に大きな役割を果たした。